# Maevia susiformis
Maevia susiformis är en spindelart som beskrevs av Władysław Taczanowski 1878. Maevia susiformis ingår i släktet Maevia och familjen hoppspindlar. Inga underarter finns listade i Catalogue of Life.